# راندولف ك. جونز
راندولف ك. جونز هو سياسي كندي، ولد في 19 أكتوبر 1840، وتوفي في 11 نوفمبر 1924.